# Natalio Perinetti
Natalio Perinetti (28 de desembre de 1900 - 24 de maig de 1985) fou un futbolista argentí.

## Selecció de l'Argentina
Va formar part de l'equip argentí a la Copa del Món de 1930. Jugà durant 17 anys a Racing de Avellaneda, guanyant 12 títols.

## Palmarès
Racing Club
- Primera División (5): 1917, 1918, 1919, 1921, 1925
- Copa de Honor Municipalidad de Buenos Aires (1): 1917
- Copa Ibarguren (2): 1916, 1917
- Copa Beccar Varela (1): 1932
- Copa de Competencia (LAF) (1): 1933
- Copa Aldao (2): 1917, 1918